# Rejde Å
Rejde Å eller Spangebæk.  (på tysk: Rheider Au, Spangenbach) er en biflod til Trenen på gesten i Sydslesvig i det nordlige Tyskland. Åen har sit udspring vest for Slesvig by og passerer bl.a. landsbyerne Lille og Store Rejde, inden den munder syd for Hollingsted ud i Trenen. 
Åen er første gang dokumenteret 1649 som Olde aw (≈gammel å). Navnevarianten Rejde Å er måske afledt af germ. raiþ (oldnordisk rāsa≈løbe, strømme, rinde). Der hersker dog en vis usikkerhed om navnets betydning. Navnevarianten Spangebæk henføres subst. (glda.) spang (oldn. spǫng) for gangbræt over et smalt vandløb. Ved Hollingsted findes tilsvarende stednavnet Spangebro.
Lidt nord for åen strækker sig Dannevirket. Åen markerede med Dannevirket dermed danskernes grænseskel mod syd. Åen var i vikingetiden, sammen med Ejderen, Trenen og Slien også en vigtig transportvej til og fra Hedeby. Fra åen i vest og Selk Nor/Slien i øst strakte sig Kovirke.
Rejde Å / Spangebækken dannede under folkeafstemningerne i 1920 sydgrænsen for den planlagte tredje afstemningszone